# Кривохижинці
Кривохи́жинці — село в Україні, у Мурованокуриловецькій селищній громаді Могилів-Подільського району Вінницької області. Входить до  Долинянського старостинського округу. Населення становить 73 осіб.
В процесі археологічних досліджень, які проводились спеціалістами Львівського університету, на території села та на березі річки Жван було знайдено стародавній кременеобробний комплекс, що свідчить про наявність поселення на цій землі в давні часи.
Згідно адміністративного поділу село входило до:
- з 1672 по 1699 р. — Могилевської нахії, Кам'янецького санджаку, Кам'янецького еялету (Османська імперія);
- XVI ст. — Летичівського повіту (Подільська губернія);
- з 1796 р. — Снітківської волості, Могилівського повіту (Подільська губернія);
- XIX ст. — Могилівського повіту (Подільська губернія);
- з 1923 р. — Мурованокуриловецького району (Могилівська округа);
- з 1932 р. — Мурованокуриловецького району (Вінницька область);
- з 1941 по 1944 р. — Мурованокуриловецького району , Барського гебіту, генеральної округи Волинь та Поділля, Рейхскомісаріату Україна (Німецька окупація);
- з 1962 р. — Барського району (Вінницька область);
- 1967—2020 рр. — Муровано-Куриловецького району (Вінницька область);
- з 2020 р. — Могилів-Подільського району (Вінницька область)

## Історія

### У давнину
Археологічні знахідки свідчать про наявність у межах сучасного села поселень Трипільської культури, датованих в межах 4350–4050 рр. до н. е. Зокрема на південному крутому схилі лівого берега річки Жван у місці впадання в неї річки Жабля розташовувалося поселення з кремнеобробним комплексом. Поселення розмірами приблизно 340 х 710 метрів мало неправильну овальну форму витягнуту з північного сходу на південний захід. Центральна частина поселення розрізана балкою. Більшість знахідок з кременю виготовлені з сировини розповсюдженої у найближчому Подністров'ї, але також присутній артефакт із сировини північно-західної частини волиноподільської плити, що свідчить про прямі контакти населення тогочасного Волино-Подільського регіону шляхом міжплемінного обміну сировиною. В межах поселення знайдено інструменти для обробки шкур тварин та обробки деревини. Рештки керамічних виробів прикрашені орнаментом у вигляді заглиблених прокреслених ліній, що було характерно для переходу від раннього до середнього етапу розвитку трипільської культури. На протилежному березі річки Жабля ще одне досліджене Трипільське поселення, розташоване в урочищі Жолобки між селами Долиняни та Кривохижинці. Воно займає місце на трикутному мисі, утвореному при впадінні у ріку Жван лівобережної притоки — річки Жаблі. При впадінні у ріку Жван її притоки — річки Жаблі, поселення займає кінцеву, південно-східну частину трикутного мису, площею до десяти гектарів.
За чотири кілометри на південь від Кривохижинець — біля села Дерешова, знаходиться городище датоване ранньою залізною добою (ІХ — ІV століття до нашої ери), приналежне до скіфської культури. Вперше знайдене і описане у працях Юхима Сіцінського у ХІХ столітті. Городище має невеликі розміри та складну систему оборонних споруд. Зведено у вигляді асиметричної трапеції, розташованої на вузькому видовженому мисі, котрий зі сходу обмежено руслом ріки Жван, а із заходу — його правою притокою ріки Требіж, що зливаються південніше городища. Дослідники стверджують що городище має типове неслов'янське походження, а в епоху Київської Русі (X—XI ст. н. е.) його було лише добудовано. Припускається, що воно було відоме під назвою Якимово дворище. За свідченням місцевих жителів, камінь з городища селяни довколишніх сіл використовували для спорудження жител. Старий кам'яний міст у Мурованих Курилівцях також будувався з каменю, який брали з городища.
Також навколо сусідніх сіл знайдені численні свідчення перебування на цих землях племен Черняхівської культури, зокрема біля сусіднього села Долиняни знайдено поселення, датоване III—IV ст. нашої ери.

### За часів Речі Посполитої (1569—1793 роки)
1604 р. — Перші записи про село Кривохижинці (польською мовою - Krzywochyzynce) у Кам'янецьких земських книгах. Опис знаходиться у розділі шляхетських маєтків Летичівського повіту.
1629 р. — В селі нараховувалось 17 домів (дворів).
1672—1699 рр. — Після захоплення турками головного міста Подільського воєводства — Кам'янця, Поділля і село Кривохижинці на 27 років потрапляє під владу Османської імперії у складі утвореного Кам'янецького еялету. У документах 1681 року, а саме Кам'янецькому дефтері, містяться відомості про існування маєтності у селі Кривохижинці (Kirivohijinci).
1718 р. — Кривохижинці тоді входили до так званих Богушівських маєтків (bona Boguszoviana) які належали спадкоємцям померлого Яна Богуша. В результаті спустошливих польсько-турецьких битв за Поділля, регулярних козацьких повстань а також через пандемію чуми 1710—1720 років в Кривохижинцях так само як і у Богушівці (з 1964 року — Знаменівка) та Калівці (з 1964 року — Ягідне) на той час не було жодного підданого («пусто»). Багато людей на той час загинули або переселилися до Волинського, Руського чи навіть інших воєводств.
1723 р. — У селі, яке відновлюється після спустошення, збудовано церкву. Джерела свідчать, що до церкви тільки почали приходити люди, тож у 1726 році її було освячено.
1726 р. — Згідно із актами візитації церковного майна, іконостас місцевої церкви не мав повноцінних царських або дияконських (сіверських) врат, а замість цього дверний отвір було завішено білим полотном, тож іконостас не мав дверей. Також зазначається, що місцева церква мала антимінс підписаний єпископом Руської унійної церкви Варлаамом Шептицьким. Вагомість антимінсу полягала у тому, що він найчастіше був свідченням наявності в церкві закріплених за нею святих мощів.
1760 р. — Кривохижинецька церковна парафія, хоча і знаходилась на території Копайгородського деканату, проте разом із селами Курашівці та Татарища належали до Соколецького деканату уніатської церкви.
1764 р. — Кривохижинці разом із селами Михайлівці, Долиняни, Супівка, Барок, Бирлинці Польові входять до Снітківського ключа із центром у Сніткові. Власником Снітківського ключа став Войцех Дзєржек (бл. 1714 — бл. 1774 рр.) політичний діяч, барський конфедерат. Найвірогідніше, що попередніми власниками ключа був шляхетський рід Чурилів, від яких він дістався Дзєржекам у спадок.
1792 р. — Після удару блискавки пожежею зруйновано стару дерев'яну церкву. Шанована ікона Божої Матері, була врятована від пожежі і відтоді вважалася чудотворною, тому щорічно на її честь в день Святої Трійці влаштовувалась хресна хода.

### У складі Російської імперії (1793—1917 роки)
1793 р. — Внаслідок Другого поділу Речі Посполитої село як і все Поділля переходить під владу Російської імперії
1795 р. — Кам'яну з дерев'яним верхом церкву Покрови Пресвятої Богородиці відбудовано на новому місці. Згідно із записами Подільської єпархії 1837 року, церква Покрови мала 3-ярусний іконостас.
1796 р. — Після адміністративної реформи село увійшло до складу Снітківської волості, Могилівського повіту в утвореній Подільській губернії.
1797 р. — Рафал Дзєржек (син Войцеха Дзєржека) продає Снітків своєму молодшому брату Теодору Дзєржеку, який стає дідичем сіл Кривохижинці, Супівка і Снітків. Згідно з ревізійним переписом населення у Кривохижинцях окрім селян дідича також мешкала чиншова шляхта, яка фактично була верствою вільних селян, котрі за користування панськими землями сплачували чинш.
З 1831 по 1865 роки церковна парафія сусідніх Долинян приписана до церкви в Кривохижинцях. Це відбувалося на час відновлення церкви в Долинянах після пожежі.
1858 р. — З перепису земської власності відомо, що у землеволодінні, яке тоді складалось із сіл Кривохижинці та Олександрівка разом нараховувався 521 мешканець.
1885 р. — У Кривохижинцях мешкає 671 особа, наявні 110 дворів, є православна церква, 2 постоялих будинки та водяний млин.
1892 р. — Після завершення будівництва залізничної гілки Жмеринка-Могилів у 19 кілометрах від Кривохижинців відкрито станцію Котюжани.
Станом на 1898 рік Кривохижинці розділені між двома власниками — дружиною особистого дворянина Євгенією Пилипівною Афанасьєвою з міста Могилів-Подільський та почесним громадянином Георгієм Кириловичем Стопкевичем з Копайгорода.
У 1908 році в селі діяло сільське однокласне початкове народне училище. Законовчителем був священник Євгеній Кирилович Стопкевич, учителем — Євгеній Семенович Рябчинський.
У 1914 році починається будівництво скиту майбутнього монастиря. Перший поверх займала церква, на другому розташувались келії.
На початку ХХ століття на Поділлі стрімко розвивається промисловість. Відтак відомо що у 1915 році в Кривохижинцях діяв маслобійний завод власником якого був Стефан Пилипович Гаврилюк. Також працював водяний млин з одним розмельним каменем, власником якого зазначений Микола Йосипович Опольський.
Також в статистичних джерелах за 1916—1917 роки зустрічаються відомості про функціонування Кривохижинецького земського початкового училища. Працював тут лише один викладач і навчалися діти лише протягом трьох років.

### Українська Народна Республіка / Українська Держава (1917—1920 роки)
7 (20) листопада 1917 року, відповідно до Третього Універсалу Української Центральної Ради, увійшло до складу Української Народної Республіки. Після початку українсько-радянської війни, 22 січня 1918 року УНР проголошено незалежною державою.
В результаті наступу більшовистської Червоної армії у лютому 1918 у навколишніх селах було проголошено встановлення радянської влади, але вже у березні відновлено УНР шляхом окупації регіону союзними австро-угорськими військами.
6 березня 1918 Центральна Рада УНР скасувала поділ України на губернії та повіти й запровадила поділ на землі. Зокрема, Кривохижинці увійшли до складу Поділля (Подільської землі) з центром у Кам'янці-Подільському.
У квітні 1918 року в результаті перевороту на чолі з гетьманом Павлом Скоропадським проголошено створення Української держави. Починається поступове повернення маєтностей поміщикам на фоні не вирішеного питання земельної реформи. Такі дії влади спричинили до визрівання повстання серед малоземельних селян. В Могилівському повіті, до якого належали Кривохижинці, на одне селянське господарство припадало лише 2,65 десятин землі, що було значно нижче за харчову норму (3,5 десятини). Цей показник був найнижчим серед усіх повітів Поділля. В період селянських бунтів 1918 року жителі Кривохижинців заявили, що не визнають жодної влади. Для обмеження доступу представників правопорядку навколо села були розставлені кулемети. Окремі джерела стверджують також про факти розправи над заможними людьми.
У 1918 році недобудований житловий корпус монастиря в Кривохижинцях дістався єврейській общині, та був облаштований під господарчі потреби для зберігання зерна. В тому ж році афонський монах Антоній Горбатюк з дозволу місцевої сільської громади в цьому ж приміщенні, заснував монастир-богадільню. 
На початку листопада 1920 року війська УНР займали фронт на Поділлі від містечка Яруга над Дністром уздовж річки Мурафа через Бар до Вовковинців. 10 листопада розпочався наступ Радянських військ. Вже 12 листопада 1920 року Червона армія захопила станцію Котюжани та Муровані Курилівці, внаслідок чого в селі Кривохижинці остаточно встановлено владу Української Соціалістичної Радянської Республіки.

### Радянська доба (1920—1991 роки)
У 1920-х роках Могилів-Подільському окрузі діяло декілька повстанських загонів. Якщо спочатку вони складалися виключно з селян то з часом закордонні повстанські структури, які діяли у тому числі за підтримки Симона Петлюри, почали долучати до командування загонами досвідчених отаманів УНР. Зокрема навесні 1923 року з Польщі до УСРР прибули брати Григорій та Євген Овчаруки (Телячі), які у 1920 році командували повстанськими загонами у Могилів-Подільському. Ними була сформована антибільшовицька диверсійна група з шести осіб. Відомо про їх диверсійну діяльність в населених пунктах Миньківці, Нова Ушиця, Снітків. В листопаді 1924 року вони здійснили напад на село Михайлівці, що неподалік Ялтушкова. Після того загін рушив у бік села Долиняни поблизу Кривохижинців. У квітні 1925 року у Сніткові повстанці поранили міліціонера та вилучили з поштової контори шифри, печатку, документи тощо, при цьому радянські карбованці залишились без уваги. 7 вересня 1925 року загін вступив у бій із загоном військ ДПУ у селі Барок. Обидва загони втратили по два бійця. Захопивши віз для перевезення поранених Овчаруки зникли в напрямку Михайлівського лісу. Загін ДПУ наздогнав групу Овчарука у складі 20 осіб у селі Кривохижинці. У сутичці більшовики втратили двох бійців та двох було поранено. У повстанців загинув Антон Грабарчук та троє бійців отримали поранення. Розділившись на дві групи Овчаруки зникли. Крім Овчаруків в окрузі також діяли інші організовані формування. У квітні 1929 року радянські органи влади звітували про повну ліквідацію місцевих диверсійних груп.
У 1924 році радянська влада закриває місцевий монастир. Черниці, які тут мешкали згодом переходять до села Галайківці. Згодом в приміщенні монастиря в різний час діяли «хата-читальня» та театральний гурток.
В період Голодомору 1932—1933 році, село Кривохижинці було врятоване діяльністю тогочасного голови колгоспу Барабана Павла Івановича. В ситуації нестачі харчів на селі та регіоні в цілому, Павло Іванович організував в столовій колгоспу гаряче харчування. В черзі люди отримували тричі на день порцію супу та шматок хліба. З переказів свідків тих подій, Павло Іванович дав вказівку: «нікому не відмовляти». Завдяки цій людині село вижило в складний час. Як свідчить статистика — з 1300 осіб населення, у роки Голодомору 1932—1933 загинули 120 людей, що значно менше ніж у більшості інших населених пунктах.
1934 року завершилась організація колективного господарства в Кривохижинцях (Колгосп імені Василя Чапаєва). Із матеріалів зруйнованої економії поміщика Чихачова розпочали будувати корівники та конюшню біля Яського лісу. Також для побудови колгоспних приміщень у 1934 році було розібрано місцеву муровану церкву. Церковне майно було вивезене у невідомому напрямку. Держава виділила селу 1 трактор, 1 молотарку, 2 кінні сівалки, 32 кінні косарки. 
У 1935 році була створена Кривохижинецька машинно-тракторна станція (МТС), яка знаходилась за 8 кілометрів у селі Котюжани. Там навчали механізаторів. Для роботи на полях використовували 50 пар коней та 20 пар волів. Пізніше закупили ще два трактори “ХТЗ-Натік” і “Універсал”. Згодом від волів зовсім відмовились. На створеній тваринницькій фермі та вівцефермі було 120 голів корів і 630 овець.
22 червня 1941 року Німеччина розпочала війну проти Радянського союзу. 17 липня 1941 року німецькі війська захопили Муровані-Курилівці, Снітків та Кривохижинці.
1 вересня 1941 року на окупованих німцями територіях була створена цивільна управа Рейхскомісаріат Україна, яка в свою чергу поділялася на генеральні округи. Згідно окупаційного адміністративного поділу Кривохижинці увійшли до Мурованокуриловецького району, Барської округи (гебіту), генеральної округи Волинь та Поділля.
У період німецької окупації зафіксовано факти колаборації серед місцевих мешканців. Зокрема Валентина Могила (до шлюбу Штенарт), уродженка міста Грац у Австрії, була одружена з військовополоненим Мілентієм Могилою, з яким у 1918 році переїхала до села Кривохижинц, де працювала рядовою колгоспницею. На момент окупації Могилі було приблизно 50 років, мала дітей та онуків. Погодившись на співпрацю, вона отримала посаду перекладачкою в районному пості німецької жандармерії у Мурованих Курилівцях, куди й переїхала разом з родиною. Коло обов'язків у системі окупаційної влади було досить широким — вона мала перекладати вхідну і вихідну кореспонденцію, в тому числі доноси, була присутньою при проведенні арештів, обшуків, конфіскацій, допитів арештованих та свідків, вербуванні агентури, була посередницею при спілкуванні жандармів із іншими категоріями місцевих колаборантів (поліцейських, сільських старост) тощо. Фактично без її допомоги не здійснювалась жодна жандармська рутина. Після війни Валентину Могилу було заарештовано. На допитах вона визнала, що була присутньою під час масового вбивства мурованокуриловецьких євреїв 21 серпня 1942 року, але весь час просиділа у вантажному автомобілі за 300 метрів від місця страти: «Я чула крики і стогін людей, чула постріли, однак близько до місця страти не підходила…. Туди ми виїжджали для того, щоб взяти речі, що залишились після розстріляних громадян». Їй було відомо про страту понад тисячі осіб. Зрештою, Могила була засуджена до 25 років позбавлення волі у виправно-трудовому таборі, де й померла.
У роки Другої світової війни було відновлено богослужіння у приміщеннях Кривохижинецького монастиря, коли тут, згідно із переказами місцевих мешканців, оселилися двоє ченців. Святиня проіснувала до 1950 років, коли її знову було закрито.
20 грудня 1943 року від німецько-фашистських військ був звільнений перший населений пункт Вінницької області. Військова операція тривала 99 днів, а у боях брали участь 6 загальновійськових, 5 танкових і 2 повітряні армії 1-го та 2-го Українських фронтів, майже півмільйона радянських воїнів. Останнім звільненим населеним пунктом Вінниччини 28 березня 1944 року стали Кривохижинці.
7 серпня 1944 року православна громада просила перед уповноваженним по справам Православної Церкви при Вінницькому облвиконкомі про регістрацію та передачу храму в користування віруючих села Кривохижинці. Під заявою було зібрано 25 підписів в тому числі і священника Ільї Вознюка. Уповноваженний дозволив віруючим офіційно зареєструвати общину. Але церкві віддали тільки перший поверх, другий лишився в підпорядкуванні колгоспу.
9 жовтня 1947 року виконком обласної Ради трудящих задовольнив прохання райвиконкому про вилучення приміщення у церковної громади села. Храм знову передали під сільський клуб. 
З 1949 року в єпархіальному управлінні релігійна громада села Кривохижинці не рахується.
В період   1940—1950 років у селі діяла окрема МТС (машинно-тракторна станція). Тут здійснювався ремонт та обслуговування техніки, а також видача її в оренду навколишнім колгоспам. Відомо, що на той час Кривохижинецька МТС обслуговувала колгосп села Курашівці (2 ХТЗ, 2 «Універсали»).
У 1958 році в Долинянах побудовано електростанцію, яка спочатку давала електрику тільки на колгосп. З наступного року електрику провели до всіх домівок. В цей самий час почалась електрифікація Кривохижинців.
В 1959 р. Кривохижинці стають «бригадним» селом, що в умовах радянської аграрної політики відповідало перехідному етапу від «садибних» до «неперспективних» сіл. З цими подіями місцеві жителі пов'язують початок занепаду села. Саме того ж 1959 року колгоспи сіл Кривохижинці та  Долиняни було об'єднано у колгосп ім. Леніна. Колгосп вирощував озиму пшеницю, кукурудзу, горох, цукрові буряки. Розвинутим було тваринництво м'ясо-молочного напрямку. Спільне господарство проіснувало до 1985 року коли його знову було роз'єднано на колгосп ім. Чапаєва (Кривохижинці) та колгосп ім. Леніна (Долиняни).
У 1967 році на фундаменті розібраної Свято-Покровської церкви побудовано сільський клуб. Як свідчать краєзнавці основна частина будматеріалів від церкви пішла на спорудження колгоспної ферми.
У 1971 році у сусідніх Долинянах відкривається нове двоповерхове приміщення школи на 250 учнів, в якому був просторий спортзал, актовий зал, їдальня. Оскільки своєї школи в Кривохижинцях не було, в Долинянах діяв гуртожиток для учнів із села Кривохижинці. Цю школу буде закрито у 2013 році.
У 1972 році за авторства Київського художнього фонду у селі було встановлено Пам'ятник 50 воїнам — односельчанам, загиблим на фронтах в період 1941—1945 рр (Другої світової війни).
Станом на 1989 рік в селі проживало 374 мешканця.

### Незалежна Україна (з 1991 року)
Після проголошення Незалежності Україною у 1991 році, село Кривохижинці зберегло адміністративне підпорядкування, увійшовши до складу Долинянської селищної ради, Мурованокуриловецького району, Вінницької області.
Протягом наступних десяти років село стрімко продовжувало втрачати населення, яке через брак роботи та належної інфраструктури виїжджало у інші міста та села. В цей період збанкрутував місцевий колгосп, а з його приміщень було вивезене все обладнання, припинив роботу єдиний сільський магазин, також до села перестав ходити автобус.
На початку 2000-х років місцеві мешканці продовжують займатися сільським господарством. Широкого розповсюдження набули технічні культури такі як соя, ріпак, соняшник. Протягом 2017—2018 років майже вся земля навколо села була розпайована. Більшість полів обробляється «Агрофірмою Рубанський», яка в свою чергу входить до складу одного з найбільших землевласників в Україні.
Згідно зі статистичними даними станом на 2001 рік в Кривохижинцях проживав 261 мешканець. З них 260 осіб зазначили свою національність як українець і 1 як росіянин.
У ході будівництва ліній електропередач Дністровської ГАЕС у 2011 році Подільська експедиція на чолі з Тарасом Миляном на Північному-Сході села Кривохижинець дослідила енеолітичний кремнеобробний комплекс.
У 2017 році священник Назарій Давидовський відновив інтерес до покинутого Кривохижинецького монастиря та святих джерел, організовуючи паломницькі тури за маршрутом Бар, Кривохижинці, Галайківці, Яришів.
12 червня 2020 року, відповідно до Розпорядження Кабінету Міністрів України № 707-р «Про визначення адміністративних центрів та затвердження територій територіальних громад Вінницької області», увійшло до складу Мурованокуриловецької селищної громади.
19 липня 2020 року, в результаті адміністративно-територіальної реформи та ліквідації Мурованокуриловецького району, село увійшло до складу новоутвореного Могилів-Подільського району.
Згідно зі звітом Долинянського старостинського голови за 2021 рік у селі Кривохижинці інфраструктура повністю відсутня. Фельдшерсько-акушерський пункт, сільський клуб, продуктово-господарський магазин та церква наявні тільки у селі Долиняни. Крім того в Кривохижинцях потребує ремонту міст через річку Жван та місцевий сільський клуб, в якому під час виборів передбачено розміщення членів виборчої комісії.

## Демографія
Населення за роками:
(*) кількість населення вказана приблизно (понад 2000 осіб)
(**) загальна кількість мешканців землеволодіння Кривохижинців.
(***) передвоєнні роки (кінець 1930х — початок 1940х)

## Туристичні пам'ятки
- Кривохижинецький монастир (покинутий) — кінець ХІХ — початок ХХ ст.
- «12 святих джерел»
- Ботанічний заказник «Долина ірисів»
- Скіфське городище «Замчисько» (Якимово дворище) (на польських мапах XVIII століття авторства Річчі Занноні - поселення Жвангрод)
- Джерело «Теребіж»

## Уродженці села
- Барабан Леонід Іванович (1929—2016) — літературознавець, історик театру.
- Барабан Павло Іванович — голова колгоспу, який врятував село від голоду 1932—1933 рр., учасник Другої світової війни.
- Гуменюк Іван Васильович (1920-2008)-  ветеран ВВВ, полковник,редактор Мурованокуриловецької районної газети "Маяк комунізму" та Могилів-Подільської газети " Наддністрянська правда", Заслужений журналіст України.
- Добрянський Василь Захарович(1940-2005) - педагог, директор Михайловецького професійного ліцею, музикант і диригент етнографічних ансамблів.
- Мосендз Ольга Павлівна (в шлюбі Пирогова) — народилася 15 вересня 1937 року у Кривохижинцях. Здобула вищу медичну освіту у місті Чернівці. Лікар-фтизіатр, останній головний лікар Дунаєвецького протитуберкульозного медичного диспансеру (обіймала посаду у 1973—2004 роках). Має  звання ветеран праці, відмінник охорони здоров'я за сумлінне виконання професійних обов'язків. Походить з давнього роду Мосендзів, що у великій чисельності проживали та досі представлені в селі. На її честь нащадки започаткували громадську організацію "Фундація Мосендз", з метою збереження та популяризації історичної й культурної пам'яті про село Кривохижинці та Дунаєвеччину.
- Вініцький Анатолій Григорович— народився 14 вересня 1974 року у Кривохижинцях. Здобув юридичну освіту та служив в управлінні МВС України. Учасник антитерористичної операції на сході України 2015-2016 років, з 2022 року учасник бойових дій російсько-української війни на Київщині, Донеччині та Харківщині. Загинув 23 травня 2024 року під час артобстрілу у селі Стариця, Харківської області. Похований у селі Кривохижинці.